# Hongshanosaurus
Hongshanosaurus ("ještěr kultury Hong-šan") byl rod drobného psitakosauridního dinosaura, žijícího v období spodní křídy (asi před 130 až 120 miliony let) na území dnešní Číny (oblast Liao-ning). Přestože jsou známy jen dvě fosilní lebky, srovnáním s jinými zástupci této čeledi můžeme vyvodit, že šlo o dvounohého býložravého dinosaura s čelistmi přeměněnými do podoby zobáku.

## Rozměry
Lebka dospělého jedince, dlouhá pouhých 20 centimetrů, svědčí o tom, že tento primitivní rohatý dinosaurus byl jedním z nejmenších. Podle odhadů dosahoval délky asi 1,2 až 1,5 metru a hmotnosti kolem 15 kilogramů.